# Liga Española de Béisbol
La Liga española de béisbol, oficialmente Liga Nacional de Béisbol, es la denominación que recibe el estamento regulador de los sistemas de competición de ligas del béisbol en España.
Está organizada por la Real Federación Española de Béisbol y Sófbol (RFEBS) desde su fundación en 1958, no tuvo su continuidad y reconocimiento hasta la década de los años 1980 cuando se establecieron la actuales divisiones de liga nacional de primera y segunda categoría en 1986. Anteriormente, era el Campeonato de España - Copa de Su Majestad el Rey la principal competición nacional.
La máxima categoría de la liga se denomina División de Honor, mientras que la siguiente en importancia, la segunda categoría, se denomina Primera División "A".

## Campeones
Los dos primeros puestos históricos del ranking de la competición se encuentran dominados por dos extintos equipos. La Sección de béisbol del F. C. Barcelona es la dominadora con 18 títulos, seguido muy de cerca por la Sección del Real Madrid C. F. y sus 14 títulos.
Tras ellos se sitúan los 10 títulos del Marlins Puerto de la Cruz de Tenerife, quienes además poseen el récord de campeonatos consecutivos con un total de cinco.
Destacan los títulos de clubes históricos como el Picadero Jockey Club o el Club de Béisbol y Sófbol Saint Boi entre otros, así como los conseguidos por las también secciones deportivas de los clubes de fútbol del Real Club Deportivo Español o el Atlético de Madrid.